# Вербица (Долж)
Вербица (рум. Verbiţa) насеље је у Румунији у округу Долж у општини Вербица. Oпштина се налази на надморској висини од 220 m.

## Становништво
Према подацима из 2002. године у насељу је живело 1581 становника, од којих су сви румунске националности.

### Хронологија
| Година       | 1992 | 1993 | 1994 | 1995 | 1996 | 1997 | 1998 | 1999 | 2000 | 2001 | 2002 | 2003 | 2004 | 2005 | 2006 | 2007 | 2008 | 2009 | 2010 | 2011 | 2012 | 2013 | 2014 | 2015 | 2016 | 2017 |
| ------------ | ---- | ---- | ---- | ---- | ---- | ---- | ---- | ---- | ---- | ---- | ---- | ---- | ---- | ---- | ---- | ---- | ---- | ---- | ---- | ---- | ---- | ---- | ---- | ---- | ---- | ---- |
| Становништво | 1819 | 1777 | 1759 | 1721 | 1704 | 1679 | 1656 | 1652 | 1646 | 1621 | 1562 | 1544 | 1535 | 1510 | 1498 | 1464 | 1435 | 1405 | 1388 | 1356 | 1349 | 1325 | 1298 | 1290 | 1280 | 1278 |